# The Accidental Getaway Driver
The Accidental Getaway Driver es una película de drama y crimen estadounidense de 2023 dirigida por Sing J. Lee, su debut como director de largometrajes y coescrita por Lee con Christopher Chen. Está inspirada en el secuestro en 2016 de Long Ma, un taxista vietnamita-estadounidense en el Condado de Orange, por parte de tres fugitivos de la prisión. Está protagonizada por Hiep Tran Nghia, Phi Vu, Dali Benssalah y Dustin Nguyen.
Tuvo su estreno mundial en el Festival de Cine de Sundance de 2023 el 23 de enero de 2023 y fue estrenada el 28 de febrero de 2025 por Utopia.

## Reparto
- Hiep Tran Nghia como Long Ma
- Dustin Nguyen como Tay Duong
- Dali Benssalah como Aden
- Phi Vu como Eddie Ly
- Gabrielle Chan como Lan Ma
- Vivien Ngô como Alice
- Cathy Vu como Hanh
- Tiffany Rothman como Linda
- Sharon Sharth como conserje
- Travon McCall como presentador de noticias
- Edward Singletary como orador motivacional

## Producción
La producción se llevó a cabo en 2022 en Little Saigon y Westminster, California.

## Estreno
Tuvo su estreno mundial en el Festival de Cine de Sundance de 2023 el 23 de enero de 2023, donde Lee recibió el Premio a la Dirección en Drama estadounidense por la película. Su estreno está previsto para el 28 de febrero de 2025 por Utopia.

## Recepción
The Accidental Getaway Driver recibió reseñas generalmente positivas de parte de la crítica y de la audiencia. En el sitio web agregador de reseñas Rotten Tomatoes, la película posee una aprobación de 85%, basada en 34 reseñas, con una calificación de 7.1/10. El sitio web Metacritic le dio a la película una puntuación de 69 de 100, basada en 32 reseñas, indicando "reseñas generalmente favorables", mientras que en el sitio IMDb los usuarios le asignaron una calificación de 6.5/10, sobre la base de más de 175 votos.